# Новогродзец (гмина)
Новогродзец (пол. Nowogrodziec) — городско-сельская гмина (волость) в Польше, входит как административная единица в Болеславецкий повет, Нижнесилезское воеводство. Население — 14 736 человек (на 2004 год).

## Демография
| Перепись                       | Всего   | Всего | Женщины | Женщины | Мужчины | Мужчины |
| ------------------------------ | ------- | ----- | ------- | ------- | ------- | ------- |
| Единицы                        | человек | %     | человек | %       | человек | %       |
| Население                      | 14 736  | 100   | 7466    | 50,7    | 7270    | 49,3    |
| Плотность населения (чел./км²) | 83,6    | 83,6  | 42,4    | 42,4    | 41,2    | 41,2    |

## Поселения
1. Черна
2. Гералтув
3. Годзешув
4. Госцишув
5. Кержно
6. Миликув
7. Нова-Весь
8. Пажице
9. Выкроты
10. Заблоце
11. Загайник
12. Зебжидова

## Соседние гмины
1. Гмина Болеславец
2. Гмина Грыфув-Слёнски
3. Гмина Любань
4. Гмина Львувек-Слёнски
5. Гмина Осечница
6. Гмина Пеньск
7. Гмина Венглинец